# Tobie Pelletier
Pour les articles homonymes, voir Pelletier.
Tobie Pelletier est un acteur québécois né le 13 mai 1977. Il a commencé sa carrière en 1983. Il a joué dans près de 15 films et une trentaine de téléromans et séries ainsi que d'innombrables publicités à travers sa longue carrière. Il est aussi à l'aise en français qu'en anglais, a suivi plusieurs cours privés et ateliers de toutes sortes pour se perfectionner tout en continuant à œuvrer dans le métier. 

## Télévision
2020District 31 (TV Series) 1er rôle 
Sébastien Leclerc
- Père d'un jeune homme poignardé (2020) ...
2018 Broken Trust (TV Series) Tom - Lust for Death (2018)à
2017 Red Creek (TV Mini Series) 
Marc Foster - lead role 
2014 Impostors (TV Series) - The Mystery Runner (2014)
- 2003-2008 : Ramdam III - réal : A. Girard, S. Barette, P. Lord, P. Cusson - Vivaclic - 1er rôle : Alexis Talbot
- 2005 : Histoires de filles : Fernand Langis-Roussy
- 2004 : Trudeau II : Pierre Élliot Trudeau, jeune
- 2004 : Le Monde de Charlotte V : Régis
- 2003 : Harmonium (feuilleton télévisé) - réal : Stéfan Miljevic - Zone 3 - 1er rôle : Louis Valois
- 2002 : Maux d’amour – réal : Louis Roland Leduc – Zone 3 - 1er rôle : Jérôme
- 1999 : Fortier # 6-7-8 - réal : Érik Canuel - Aetios Productions - Aetios Productions - 1er rôle : Mathieu Lambert
- La Part des anges II - réal: Stéphane Joly, Richard Lalumière - Prods Point de Mire - 1er rôle: William Mitchell
- L'Ombre de l'épervier I - épisodes 8-9-10 - réal : Robert Favreau - Verseau international - 1er rôle : Charles
- Avec un grand A - "L'enfer de l'âge d'or" - réal : Louis Choquette - Point de Mire - 1er rôle : Sébastien
- 4 et demi... - épisode # 48 - réal : Christian Martineau - Radio-Canada - 1er rôle : Steve Villemure
- Zap II-III - réal: Y. Trudel, R. Bourque, S. Joly, R. Chayer - Verseau international - 1er rôle : Xavier Péloquin
- Jasmine - réal : Jean-Claude Lord - Productions du Verseau & Bloom Films - 2e rôle
- Avec un grand A - "Bye mon grand" - réal : Pierre Gagnon - Radio-Québec - 1er rôle : Alex
- Jamais deux sans toi - Radio-Canada - 1er rôle : Francis, adolescent
- Les Intrépides - mini-série - 1er rôle : Sébastien
- Le Club des 100 watts - réal : André Caron - Radio-Québec - 1er rôle : Stéphane
- Charamoule - Radio-Canada - 1er rôles : Chromo et autres

## Cinéma
- 2019 : Lifelike de Jay Reid - 1er rôle : Wendell Carmody
- 2019 : Restless River de Marie Hélène Cousineau - 1er rôle : Agent Lécuyer
- 2017 : Red Creek d'Antoine Besse - 1er rôle : Marc Foster
- 2016 : Harry: Portrait d'un détective privé de  Maxime Desruisseaux - 1er rôle : Guy Gouin
- 2014 : Alien Imo le 4e cavalier de Stephan Rameau - 1er rôle : Imo
- 2009 : 40 is the new 20 - - 1er rôle : Peter
- 2006 : Montreal Stories 71 – court métrage de Vanya Rose – 1er rôle : Young man
- 2004 : C’est pas moi... c’est l’autre d'Alain Zaloum – 1er rôle : Voleur masqué
- 2000 : Des chiens dans la neige de Michel Welterlin - 1er rôle : Damien
- 1999 : Du pic au cœur de Céline Baril - 1er rôle : Serge
- 1999 : Le Dernier Souffle de Richard Ciupka : Xavier
- 1999 : Le Grand Serpent du monde d'Yves Dion : l'adolescent dans l'autobus
- 1998 : Un hiver de tourmente de Bernard Favre : Robert Gignac
- 1994 : La Fête des rois de Marquise Lepage : Étienne
- 1993 : Le Sexe des étoiles de Paule Baillargeon - 1er rôle : Lucky
- 1992 : La Vie fantôme de Jacques Leduc : Bruno